# Parti national purifié
Le parti national purifié (Gesuiwerde Nasionale Party en afrikaans - GNP, Purified National Party en anglais) est le nom d'usage qu'adopta le courant résiduel du parti national d'Afrique du Sud entre 1934 et 1940. Le GNP fut créé par la branche du parti national de la province du Cap après que ses dirigeants, menés par leur chef Daniel François Malan, aient refusé de dissoudre leur section provinciale et de valider la fusion du parti national avec le parti sud-africain dans le parti uni.
En 1940, à la suite de la réconciliation avec des dissidents du parti uni, anciennement membres du parti national, le GNP adopte un nouveau nom d'usage : le parti national réunifié (Herenigde Nasionale Party).

## Idéologie
Lors de sa fondation, l'idéologie du parti national est axée autour de l'indépendance nationale de l'Union sud-africaine, corrélativement de la lutte contre l'impérialisme britannique ainsi que du droit à l’autodétermination des peuples de langue afrikaans (les Afrikaners). Le nationalisme afrikaner qu'il défend revendique l'équité et l'égalité de traitement entre les deux populations blanches de l'Union d'Afrique du Sud ainsi que le renforcement de la ségrégation dans les grands centres industriels urbains du Witwatersrand pour défendre le prolétariat blanc contre l'arrivée sur le marché du travail d'une importante masse salariale noire à bas coûts.
Jusqu'au début des années 1930, la ligne politique et la cohésion du parti national est fixée sur cet axe souverainiste afrikaans anti-britannique teintée de républicanisme et de défense des petits blancs. La déclaration Balfour sur l'autonomie des Dominions (1926) complétée par le statut de Westminster de 1931 étiolent l'ardeur anti-impérialiste et le républicanisme d'une partie des membres du parti national. Si pour une partie d'entre eux, le nouveau sujet de préoccupation est la vigueur de la démographie noire, pour une autre ultranationaliste, l'objectif d'indépendance nationale n'est toujours pas atteinte. À la suite du schisme entre ces deux courants intervenu en 1935, le parti national purifié (GNP) se maintient sur la ligne de défense des valeurs de l'Afrikanerdom (nation afrikaner) fondée sur l'unité du peuple (volk) autour de ses croyances, de ses mythes et de ses aspirations d'indépendance nationale.
À partir de 1935, le GNP dénonce l'influence du capitalisme sur la communauté afrikaans et milite pour l'instauration d'une république indépendante, déliée de la tutelle britannique, et destinée à accomplir les aspirations des Afrikaners. Le programme politique est axé autour de la mise en place d'un État-providence, du renforcement de la ségrégation dans l'économie et dans les villes, de la création d'établissements scolaires séparés pour les Afrikaners et les anglophones ainsi que de l'usage exclusif de l'afrikaans dans les administrations. Si le républicanisme est un principe fondamental du parti, sa mise en œuvre (par la voie majoritaire ou par consensus) est l'objet de divergences entre les nationalistes du Cap (modérés) et ceux des provinces afrikaners (intransigeants).

## Contexte de la création du GNP

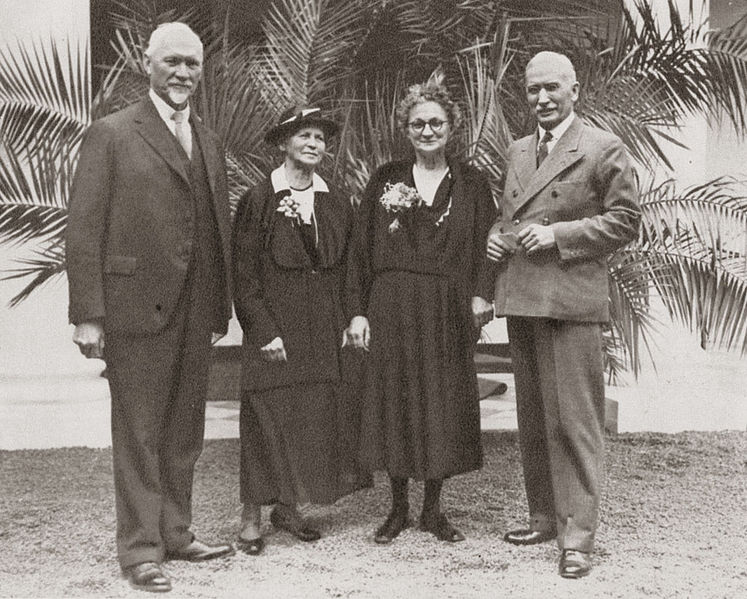
Les deux fondateurs du parti uni, Jan Smuts (à gauche) et James Barry Hertzog (à droite) au côté de leurs épouses Wilhelmina Jacoba Hertzog (centre gauche) et Isie Smuts (centre droit)

Depuis les élections générales sud-africaines de 1924, le gouvernement de l'Union de l'Afrique du Sud est dirigé par James Barry Munnik Hertzog et le parlement est dominé par le parti national. La cohésion de ce parti repose alors sur un virulent sentiment anti-britannique et sur l'aspiration à une indépendance teintée de républicanisme. Cependant, depuis que le parti national exerce le pouvoir, les revendications et aspirations nationalistes se sont érodées à la suite de la déclaration Balfour garantissant l'autonomie des dominions au sein de l'Empire et à l'adoption du statut de Westminster (1931) reconnaissant la souveraineté de l'Afrique du Sud.
Au début des années 1930, le contexte politique est marqué par des tensions internes au sein des différentes familles politiques du parlement. Du côté du parti national largement représentatif de l'électorat afrikaner rural et ouvrier, la popularité du gouvernement Hertzog est en chute libre à la suite des conséquences d'une sécheresse dévastatrice et de la dépression économique mondiale. Des voix s'élèvent, comme celles de Tielman Roos ou de Daniel François Malan, pour demander une autre politique. Le parti travailliste, allié au gouvernement, est lui aussi en pleine crise interne. Du côté de l'opposition parlementaire, le parti sud-africain de Jan Smuts, représentatif de l'électorat anglophone urbain, connait aussi des tensions  avec les fédéralistes du Natal ainsi qu'entre l'aile conservatrice et l'aile libérale du parti dirigée par Jan Hendrik Hofmeyr.
En septembre 1931, la Grande-Bretagne abandonne l'étalon-or. Tielman Roos, qui espère prendre la place de Hertzog, prône l'abandon de l'étalon-or et un gouvernement d'union nationale. Pour le contrer, Hertzog se rapproche de Jan Smuts pour former un gouvernement de coalition (février 1933) au grand dam de D.F. Malan, chef du puissant parti national de la province du Cap, peu enthousiaste à une union avec les anglophiles, fussent-ils afrikaners. Les circonstances de ce rapprochement politique résultent des conséquences de la grave crise économique qui ravage le pays et de la crise monétaire. Les tractations entre les deux partis aboutissent sur un programme commun en sept points qui sont la reconnaissance de l'indépendance constitutionnelle de l'Union en vertu du Statut de Westminster, la reconnaissance du drapeau national comme symbole d'unité, l'équité linguistique pour les deux langues officielles, la défense des populations rurales et des salariés, la défense de la monnaie et des intérêts économiques, la reconnaissance de la politique du "travail civilisé" et le développement politique et économique des populations autochtones, via le renforcement de la ségrégation afin de ne pas remettre en cause le principe de domination de la civilisation blanche en Afrique du Sud. Le parti sud-africain fait notamment une concession importante vis-à-vis du parti national en reconnaissant le droit de proposer et de soumettre au parlement la question d'un éventuel statut républicain pour l'Union de l'Afrique du Sud.
La coalition entre les deux formations remporte les élections générales sud-africaines de 1933 à une écrasante majorité. Avec 138 sièges sur 150 (75 NP, 61 SAP et 2 travaillistes de la tendance de Frederic Creswell), la coalition est hégémonique face au parti unioniste et au parti du centre de Roos (6 sièges en tout pour l'opposition). Le nouveau gouvernement, paritaire entre les deux formations politiques, est dirigé par Hertzog tandis que Jan Smuts le chef du parti sud-africain devient le vice-premier ministre. Au parlement, les deux alliés conservent cependant leurs groupes parlementaires respectifs.

## La fondation du parti national purifié (1934-1935)

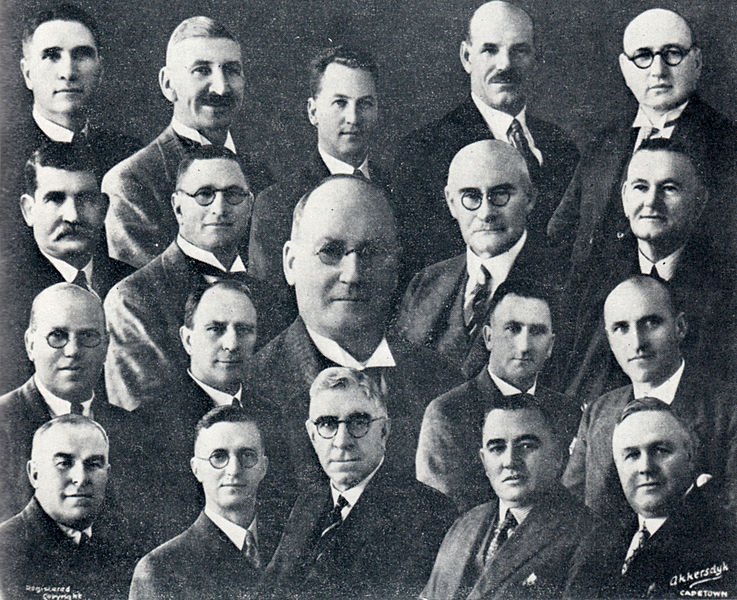
Les 19 députés nationalistes qui refusent, autour de Daniel Malan, la fusion avec le parti uni et fondent le Parti national purifié. De gauche à droite:
1er rang (en bas): J.F. van G. Bekker, C.R. Swart, W.B. de Villiers, C.H. Geldenhuys et G.P. Steyn.
2nd rang: P.O. Sauer, Karl Bremer, D.F. Malan (en gros plan), J.G. Strijdom, C.W.M. du Toit.
3ème rang: L.J. Vosloo, dr. N.J. van der Merwe, J.H.H. de Waal, A.L. Badenhorst.
4ème rang (en haut) : S.P. le Roux, R.A.T. van der Merwe, F.C. Erasmus, P.J.H. Luttig, J.J. Haywood.

Durant deux ans, les deux partis coopèrent et le statut de Westminster est définitivement adopté confirmant la pleine indépendance de l'Union. Durant cette période, un mouvement à l'échelle nationale propose de consolider la coalition par la fusion des deux parties qui la compose. Maintes et maintes fois, Daniel François Malan s'oppose à cette éventualité. Selon lui, la fusion des deux partis ne peut aboutir tant les opinions d'Hertzog et de Smuts diffèrent sur des sujets fondamentaux tels que la divisibilité de la Couronne, le droit de rester neutre en cas de conflit impliquant la Grande-Bretagne et le statut souverain de l'Union. L'alliance perçu comme un bon moyen de lutter contre les difficultés économiques est aussi considérée par de nombreux nationalistes comme un retour à l'ancienne politique de compromis avec les sud-africains d'expression anglaise.
Le processus de fusion entre les deux partis de Smuts et de Hertzog connait cependant un contretemps : organisé sur une base fédérale, ce sont en fait les entités provinciales du parti national qui doivent se prononcer sur la fusion et non l'exécutif national du parti. Si 3 des 4 entités provinciales du parti national acceptent la fusion, le parti national de la province du Cap dirigé par Malan la refuse et maintient l'existence d'un parti national résiduel. Au Transvaal, Johannes Strijdom et une poignée de partisans s'opposent à la résolution demandant la dissolution du parti national et sa fusion avec le parti sud-africain. Lors de la réunion du congrès provincial du parti national, ils ne sont  que 38 délégués à refuser la fusion contre 281 qui l'approuvent. Mais immédiatement, Strijdom, avec L.J. du Plessis et Mabel Jansen, fonde dans un hôtel de Pretoria le « Gehandhaafe Nasionale party » (parti national vigilant), une section prolongeant la vie du Parti national au Transvaal mais débarrassé de sa branche pro-Hertzog . Dans son manifeste, ce parti national vigilant dénonce une fusion qui ne sert que les capitalistes impérialistes et qui ne dispose d'aucun programme respectueux des principes chrétiens. Strijdom est toutefois le seul des 33 députés nationalistes du Transvaal à rompre politiquement avec Hertzog et à refuser de rejoindre le nouveau parti unifié.
En fin de compte, le 5 décembre 1934, lors d'un congrès extraordinaire à Bloemfontein, la fusion des deux grands partis intervient avec la naissance du parti national uni d'Afrique du Sud, très rapidement appelé parti uni (united party - UP). De son côté, le désormais « parti national purifié », composé essentiellement de membres du Broederbond de la province du Cap et d'une dizaine de députés, doit se reconstruire au niveau national.
Si dans la province du Cap, Malan peut compter sur un bon tiers de circonscriptions rurales et de soutiens financiers, la situation est plus dramatique dans les 3 autres provinces. L'état libre d'Orange est fidèle à Hertzog et le GNP est en terre de mission au Natal. Dans la province du Transvaal, largement acquise au nouveau parti uni, le parti national vigilant n'a pas fait long feu et est devenu le GNP provincial sous la direction de Strijdom. Celui-ci doit abandonner son activité professionnelle pour se consacrer entièrement à son activité politique et collecter des fonds, sans percevoir de compensation financière de la part de son parti. En 1937, il parvient à doter le GNP d'un organe de presse pour le Transvaal intitulé Die Transvaler et devient également directeur de la maison d'édition Voortrekker Press.
De novembre 1934 à février 1936, les réunions du congrès fédéral du parti national purifié sont marquées par de fort clivages programmatiques et contradictoires entre la section du Cap et celles des 3 autres provinces,. Le parti national de la province du Cap est la plus modérée et la moins nostalgique des républiques boers (historiquement, ils n'ont jamais été citoyens de ces républiques). Il est aussi le seul parti constitué disposant d'un grand nombre d'élus, dont la section provinciale a refusé la fusion dans le parti uni. Les 3 autres sections sont des résidus du parti national d'Hertzog et constitués des minorités qui ont refusé la fusion. Or, les 4 sections provinciales ont un statut égal et paradoxalement le parti national du Cap se retrouve en minorité face aux 3 autres sections qui, quoique moribondes et désorganisées, affirment leur idéal républicain et sont nettement plus radicales et favorables à une ségrégation généralisée à tout le territoire et à toutes les populations de couleurs (ce qui n'était pas le cas de la section provinciale du Cap, favorable à l'origine à étendre aux coloureds des 3 autres provinces la franchise électorale du Cap). Le compromis programmatique acquis difficilement et affirmant l'objectif d'instaurer une république indépendante séparé de la couronne britannique, marque la montée en puissance politique du Transvaal et de l'état libre d'Orange au sein du parti. Toutefois, Malan continue à affirmer que cette indépendance serait acquise par consensus et dans le respect de l'égalité linguistique entre les deux communautés blanches, s'attirant le reproche des ultras de vouloir faire des concessions aux anglophones,.

## Le parti du nationalisme afrikaner (1935-1940)

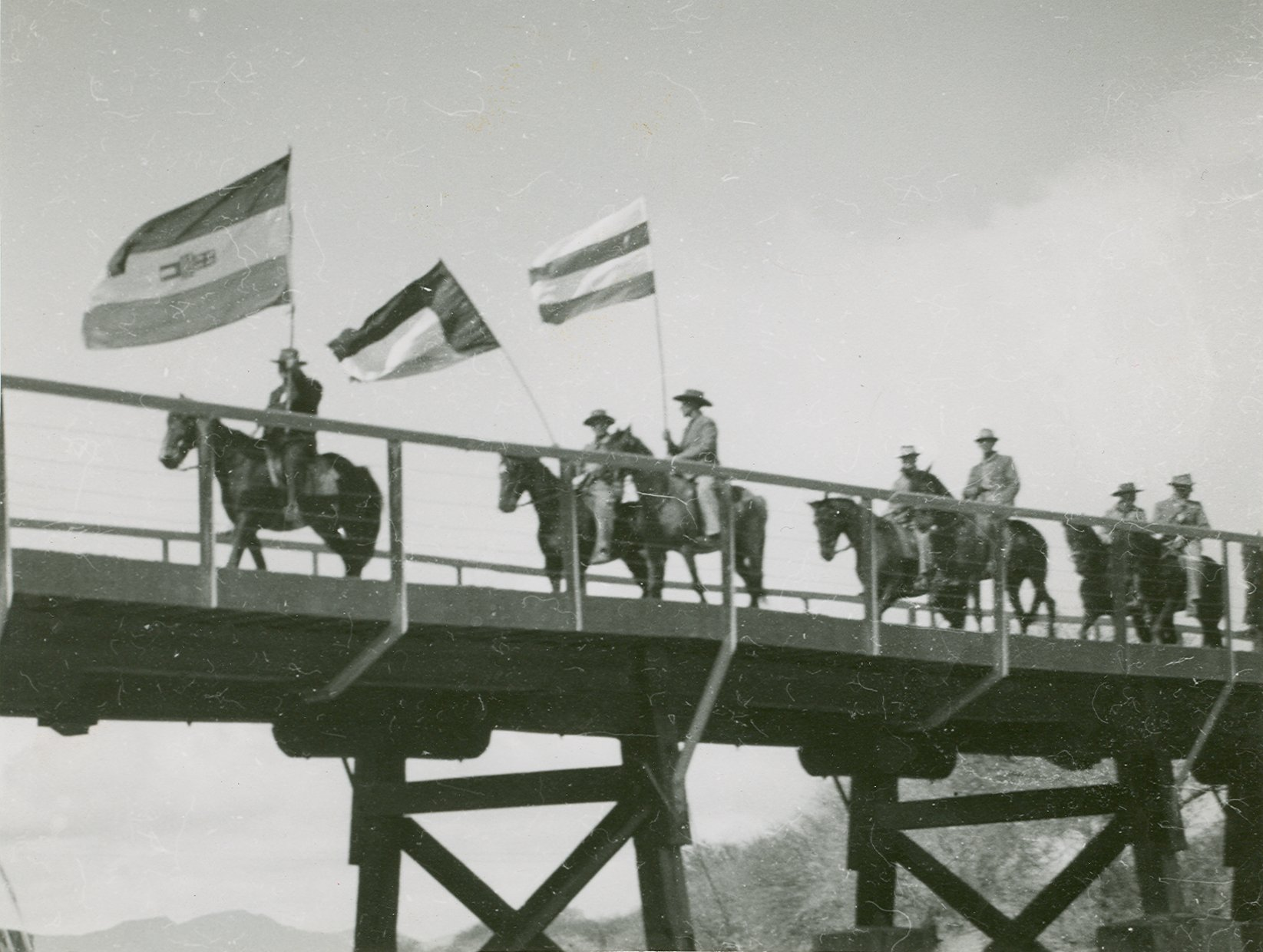
Cérémonies commémoratives du Grand Trek en 1938

Représenté à la chambre basse du parlement par 19 députés (élus principalement dans la province du Cap en 1933 en tant que candidats de la coalition), le GNP acquiert immédiatement le statut d'opposition officielle.
Sur fond de crise économique, le nationalisme afrikaner continue de se développer. Exalté autour de l’anti-britanisme, le  mouvement des « Dertigters », dont les chefs de file sont N. P. van Wyk Louw, Dirk Opperman, C. M. van den Heever et Uys Krige marque la mobilisation de l’élite intellectuelle afrikaner autour de la lutte contre la massification et pour la défense de ses valeurs et de sa culture. Le virulent anti-britannisme commence cependant à être concurrencé chez les Afrikaners par la crainte d'un nationalisme noir en gestation. En 1937, sur fond de grande dépression affectant les classes populaires blanches et afrikaners et de montée de la xénophobie et de l’antisémitisme chez les petits blancs ruraux envers les nouveaux immigrés européens, le GNP au Transvaal, dirigé par Strijdom, manifeste son nationalisme afrikaner en adoptant une clause statutaire refusant la carte du parti aux citoyens sud-africains de confession juive. Si la clause est reprise ensuite par le parti national de l'état libre d'Orange, elle n'est pas reprise par celui du Cap dirigé par Malan qui, avec les élites du GNP, n'adhère pas au national-socialisme, considéré comme une idéologie étrangère. Néanmoins, Malan, qui avait parrainé une histoire de l'Afrique du Sud écrit en yiddish, agit en opportuniste. Il ne veut pas de concurrents sur le terrain du nationalisme et veut neutraliser les groupuscules antisémites et pro-nazis apparus depuis le début des années 1930 ou lors de la fusion. François Christiaan Erasmus prend ainsi contact avec W.R. Laubscher, le secrétaire général des Greyshirts (chemises grises), un groupuscule nazi fondé par Louis Weichardt et financé par l'Allemagne. L'objectif est d'évoquer la possibilité d'un accord électoral pour les élections législatives de 1938. Laubscher accepte d'en discuter mais en refusant tout compromis. À la suite de plusieurs échanges épistolaires entre les deux secrétariats politiques du GNP et des Greyshirts, Malan conclu qu'ils sont en totalement opposition sur leurs fondamentaux à savoir que lui est partisan de la démocratie occidentale et veut agir dans le cadre des institutions parlementaires tandis que Laubscher et Weichardt veulent détruire ces institutions et imposer une dictature dans laquelle le parlementarisme aurait été aboli et tous les partis politiques, interdits. En outre, le mouvement de Weichardt et Laubscher est une copie du parti national socialiste allemand, reprenant son idéologie et ses symboles. Or Malan est un souverainiste qui refuse l'importation d'idéologie étrangère sur le sol sud-africain, communiste ou nazi, et encore plus de toute idéologie totalitaire. Il met un terme aux négociations, estimant celles-ci impossible avec un mouvement qui veut détruire tout simplement le système politique sud-africain. En conséquence, Malan demande à ses membres de ne pas adhérer à cette organisation (ou de s'en retirer) tout comme il le demandera plus tard pour d'autres organisations plus importantes et influentes, Ordre nouveau d'Oswald Pirow et l'Ossewabrandwag. Néanmoins, lors des élections générales sud-africaines de 1938, le mouvement des chemises grises apporte son soutien au GNP alors que bon nombre de ses militants quitte le mouvement de Weichardt pour rejoindre le parti de Malan.
L'année 1938 est marquée par les célébrations du centenaire du Grand Trek, rassemblant autour du même thème, des communautés blanches disparates dont les seuls dénominateurs communs sont la religion et la langue. Ces célébrations, marquées par un déferlement sans précédent du nationalisme afrikaner à travers tout le pays, se terminent à la date symbolique du 16 décembre par la pose à Pretoria de la première pierre des fondations du Voortrekker Monument, dédié aux pionniers boers.
L'année 1938 est aussi une année électorale qui confirme cependant dans ce contexte le parti uni au pouvoir. Si le parti national purifié confirme son assise électorale dans la province du Cap (où il remporte 20 des 59 sièges notamment ceux de Daniel Malan, Paul Sauer, Karl Bremer, Eric Louw, Stephanus Petrus le Roux et François Christiaan Erasmus), il ne remporte que 6 sièges sur 15 dans l'état libre d'Orange (Charles Swart, député sortant, est néanmoins battu dans sa circonscription de Ladybrand) et aucun siège au Natal. Au Transvaal, le parti national remporte 75 000 voix mais un seul siège (sur 60), celui de Strijdom dans le Waterberg.

## La réunification (1939-1940)
Le déclenchement de la Seconde Guerre mondiale en septembre 1939 divise le gouvernement Hertzog entre les partisans de la neutralité et ceux de la participation au conflit. Hertzog plaide pour la neutralité. Sa motion reçoit au parlement le soutien de Malan. Pour eux, les liens moraux qui unissent l'Afrique du Sud à la Grande-Bretagne ne font pas du premier l'obligé du second. Au terme du statut de Westminster et du South Africa Act, l'Afrique du Sud a le droit selon eux de proclamer sa neutralité. Si elle ne peut maitriser son destin, elle n'est plus qu'une esclave. En dépit de l'appoint des députés du parti national, la motion de Hertzog est rejetée par treize voix de majorité à la Chambre de l'Assemblée. Hertzog doit se démettre de sa fonction de Premier ministre qu'il laisse à Jan Smuts, partisan de la participation de l'Afrique du Sud à la guerre.
Quelques jours plus tard, dix mille manifestants anti-guerre se réunissent à Monumentkoppie près de Pretoria pour honorer Hertzog et Malan qui y scellent officiellement leur réconciliation. Hertzog et ses partisans quittent le Parti Uni pour rejoindre le Parti national réunifié (Herenigde Nasionale Party of Volksparty ou HNP janvier 1940). L'idéal républicain est réaffirmé dans le programme du parti que Malan propose de voir diriger par Hertzog. Mais celui-ci refuse en raison de divergences de point de vue et de l'hostilité de plusieurs membres de la jeune génération nationaliste et de Strijdom notamment. En avril 1941, Malan est finalement désigné pour être le seul chef du nouveau parti alors qu'en peu de temps Strijdom parvient à purger le parti de plusieurs de ses nouveaux adhérents, notamment en refusant les doubles affiliations du HNP avec d'autres mouvements socio-politiques indésirables.